# Hoplismenus piliventris
Hoplismenus piliventris är en stekelart som först beskrevs av Cameron 1885.  Hoplismenus piliventris ingår i släktet Hoplismenus och familjen brokparasitsteklar. Inga underarter finns listade i Catalogue of Life.